# Distrito de Chinchihuasi

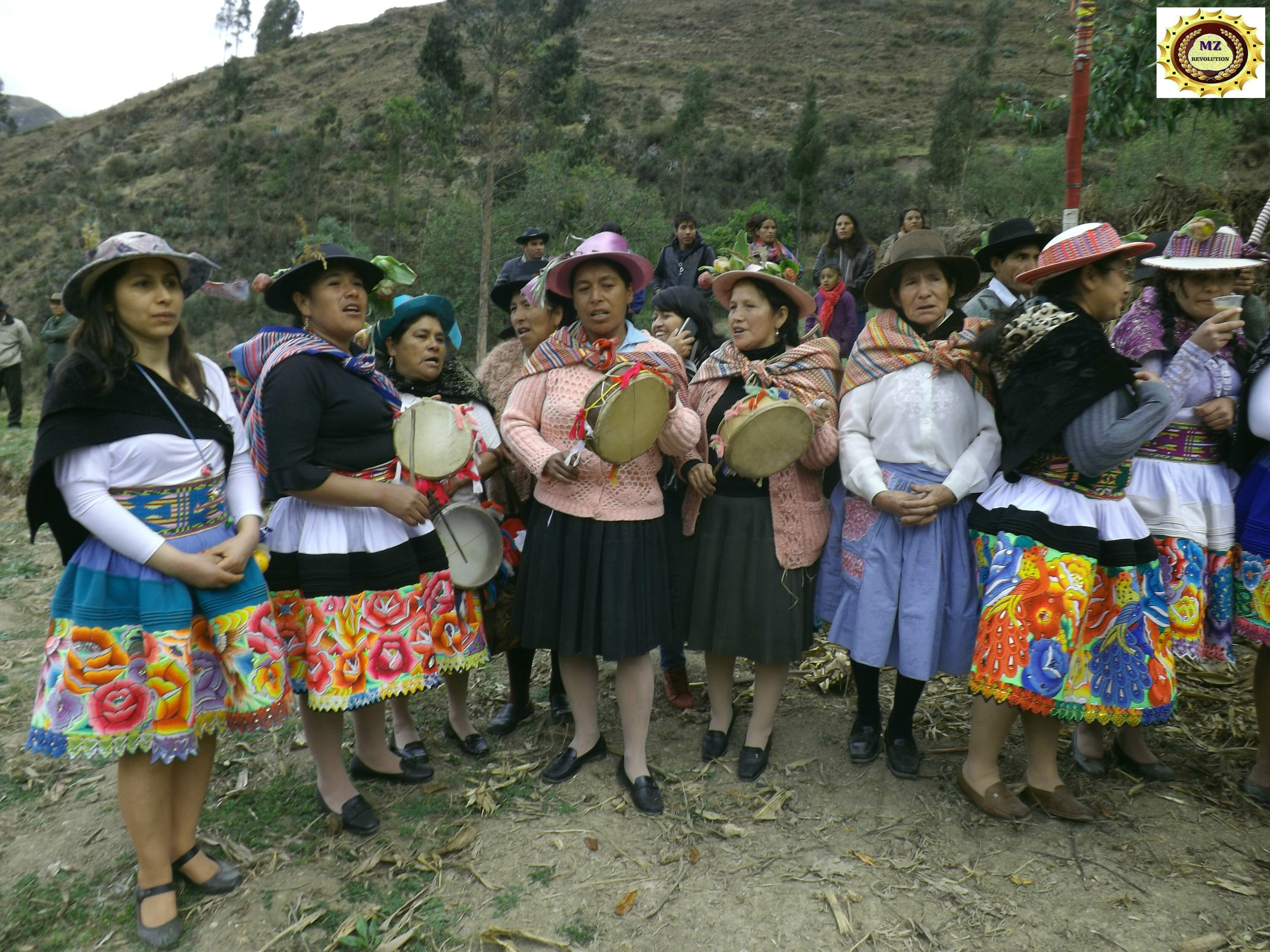
Chinchihuasi - Perú

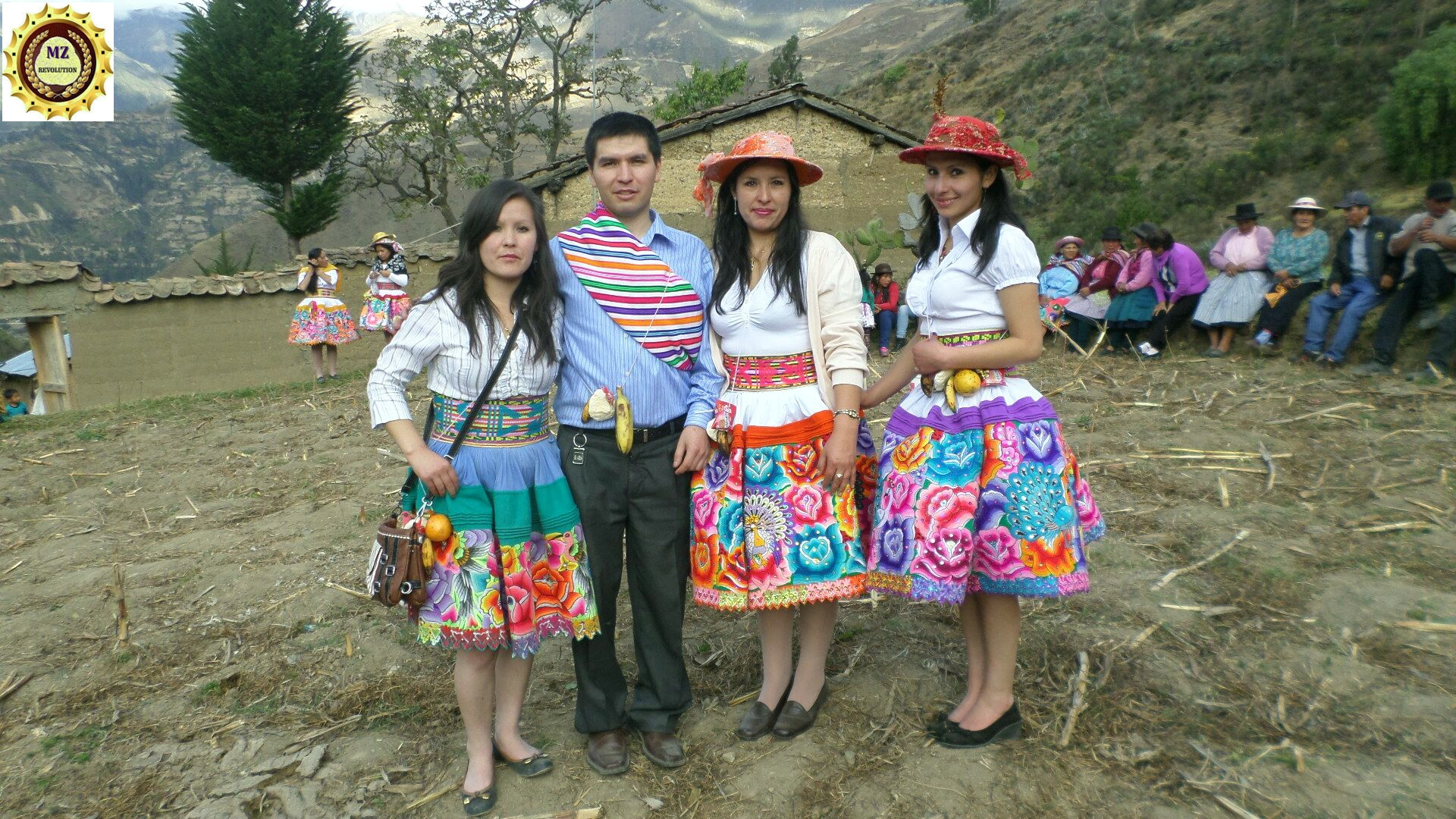
Chinchihuasi corazón

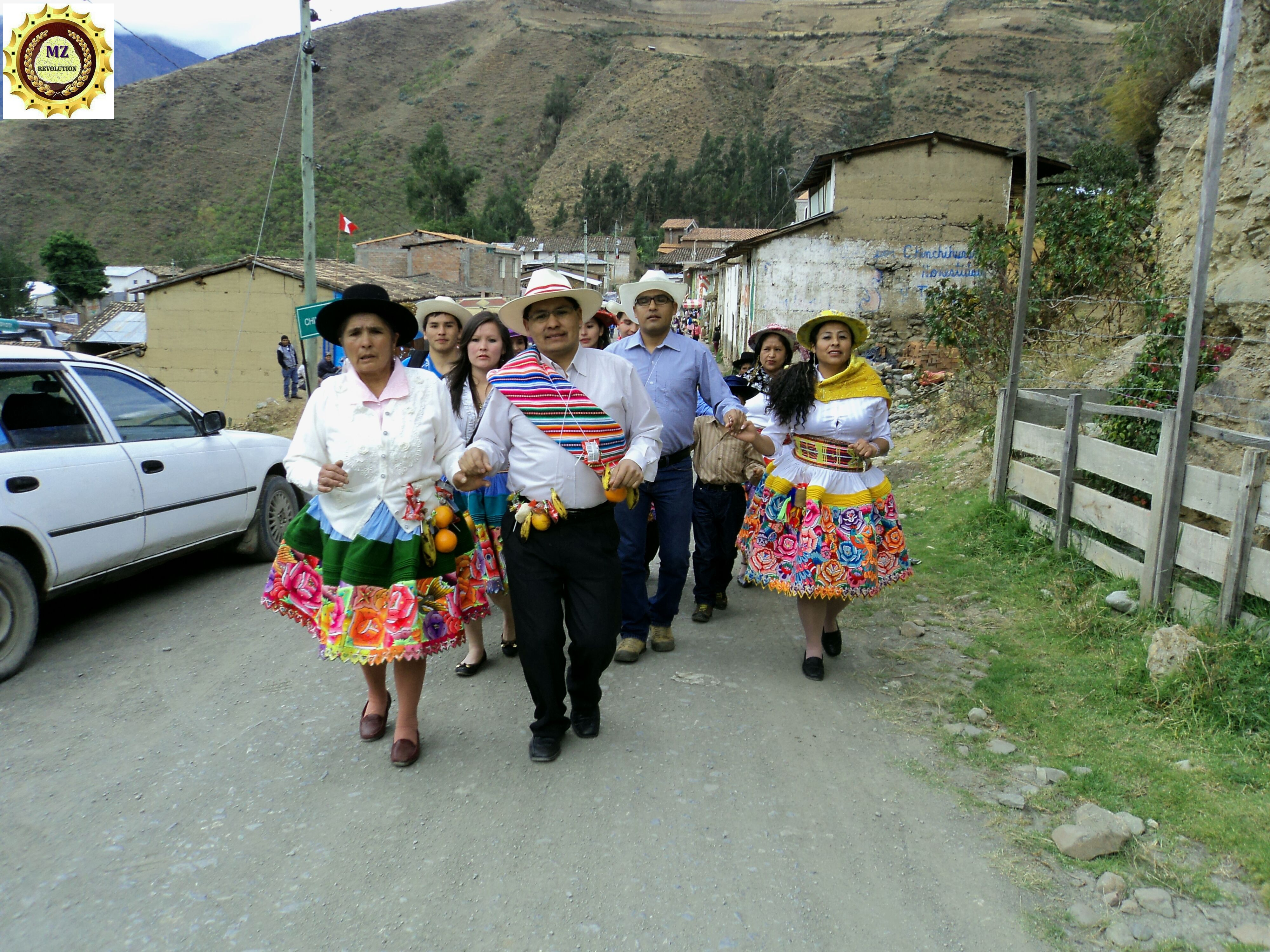
Chinchihuasi - Perú

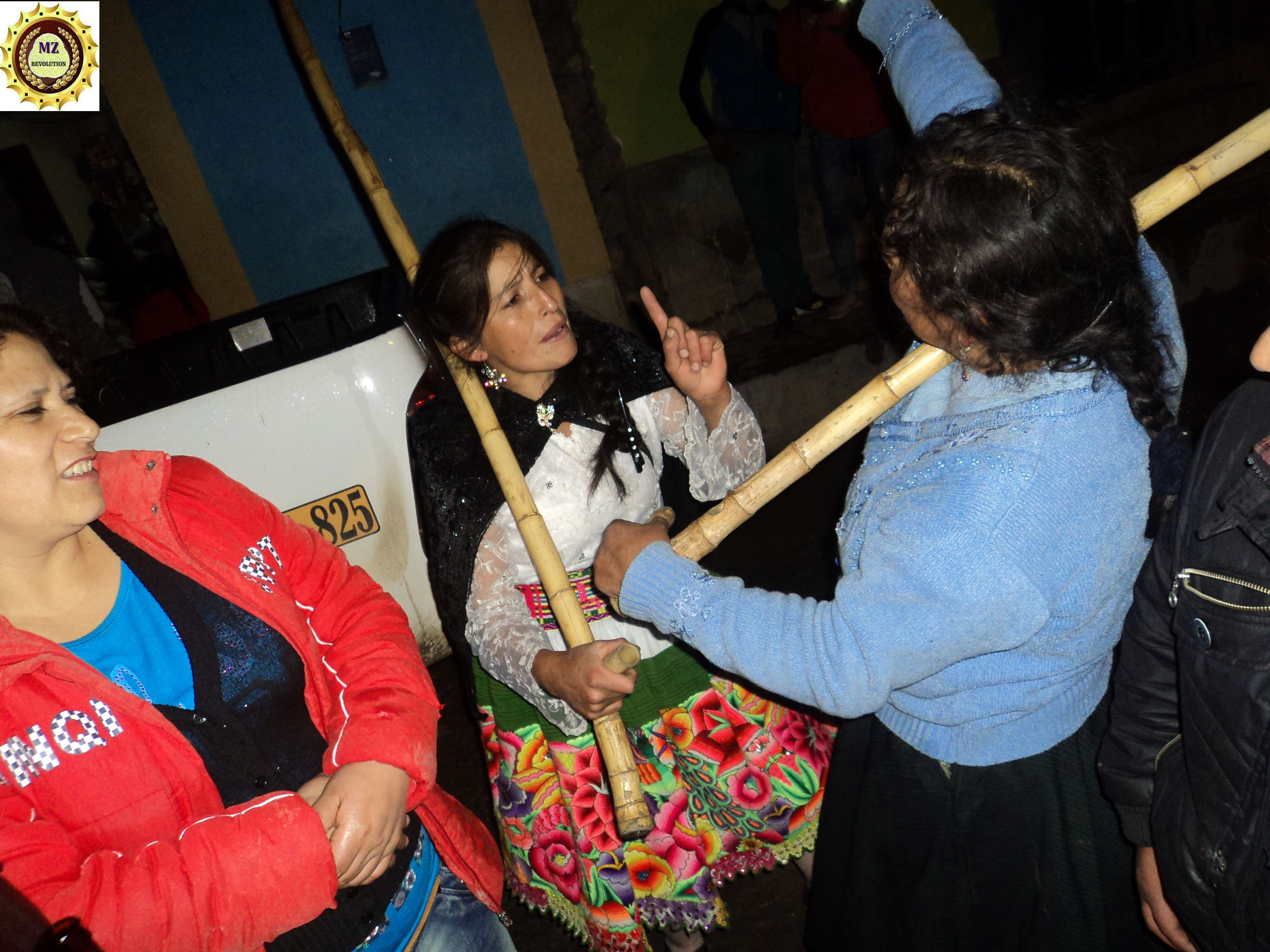
CHINCHIHUASI

El Distrito peruano de Chinchihuasi es uno de los once distritos que conforman la Provincia de Churcampa, ubicada en el Departamento de Huancavelica, Perú. Limita por el norte con la provincia de Tayacaja y el departamento de Ayacucho, por el sur con los distritos de Cosme, Paucarbamba y Pachamarca, al este con el distrito de Pachamarca y el departamento de Ayacucho.
Desde el punto de vista jerárquico de la Iglesia católica, forma parte de la Diócesis de Huancavelica.

## Historia
La fecha de creación por ley de este distrito fue el 11 de enero de 1962., dada en el segundo gobierno del Presidente Manuel Prado Ugarteche.

## Geografía
La población total en este distrito es de 4 378 personas y tiene un área de 171,68 km².
Es un distrito ubicado en la margen derecha del río Mantaro, enclavada en una profunda quebrada, que es compartida por los distritos vecinos de  Paucarbamba y Pachamarca; formando así un cañón por el cual fluye los pequeños ríos y riachuelos a la vertiente del Mantaro.
Chinchihuasi Está ubicado geográficamente en un relieve accidentado por la cordillera de los Andes, por eso se distinguen varios pisos ecológicos de las ocho regiones naturales del Perú de Javier Pulgar Vidal, que forman las variadas zonas climatológicas con su biodiversidad.
Yunga Fluvial. Ubicada desde los 1 000 m s. n. m. hasta 2 700 m s. n. m. Se encuentra en las partes bajas, al fondo de los cerros por donde discurren los ríos, riachulos y toda ribera del Mantaro. Tiene un clima cálido seco con lluvias estacionales, que oscilan entre 30 °C. hasta 15 °C. de acuerdo a las temperaturas más marcadas de agosto y diciembre.
Quechua. Ubicado desde los 2 700 m s. n. m. hasta 3 500 m s. n. m. Se encuentra entre las faldas de los cerros con una pendiente de arbustos y de pastos; en algunas partes forman lomadas que es propicia a la agricultura. Tiene un clima templado seco con lluvias regulares que varían entre 20 °C. hasta 5 °C. de acuerdo a las estaciones marcadas de agosto y diciembre.
Suni. Ubicada desde los 3 500 m s. n. m. hasta 3 900 m s. n. m. Se encuentra en la parte alta de los cerros rocosos, con algunos arbustos, pastos y líquenes. Este piso tiene una planicie escarpada con algunas pequeños depósitos de agua y lagunas. Tiene el clima frío seco con variación promedio desde 12 °C. hasta -7 °C. con algunas temporadas de Heladas en agosto.
Puna. Ubicado desde 3 900 m s. n. m. a más. Se encuentra en la parte más alta de los cerros formando puntas escarpadas rocosos. Este piso ecológico tiene algunas hierbas como el ichu. El clima es frío extremo con relativa humedad; la temperatura promedio es de 5 °C. hasta -11 °C. varia de acuerdo con las estaciones, en épocas más frías neva.

## Autoridades

### Municipales
- 2023-2026
  - Alcalde: Rodrigo Moscoso Linares
- 2019-2022
  - Alcalde:Manuel Tovar Laura
- 2011-2014[6]
  - Alcalde: Víctor Raúl Barrientos Contreras, Movimiento independiente Trabajando Para Todos (TPT).
  - Regidores: Rousmel Rivera Evangelista (TPT), Fermín Huachuhuillca Vallejos (TPT), Teodoro Páucar Torre (TPT),  Crimaneza Villafuerte de Santana (TPT), Francisco Huachuhuillca Barrios  (Unidos por Huancavelica).[7]
- 2007 - 2010
  - Alcalde:  Miguel Abregú Torre,[8] Movimiento Regional Ayni.

### Policiales
- Comisario:   PNP.

### Religiosas
- Diócesis de Huancavelica[9]
  - Obispo de Huancavelica: Monseñor Isidro Barrio Barrio.[10]).
- Parroquia
  - Párroco: Pbro.  .

## Festividades
Fiesta patronal en honor a la Virgen del Rosario y el Niño Jesús, 
Santiago (tayta shanti)